# Sommer-Paralympics 2012/Teilnehmer (Namibia)
| stlisierte Goldmedaille | stlisierte Silbermedaille | stlisierte Bronzemedaille |
| ----------------------- | ------------------------- | ------------------------- |
| 1                       | 1                         | —                         |

Namibia entsandte zu den Paralympischen Sommerspielen 2012 in London fünf Sportler – eine Frau und vier Männer.

## Medaillen

### Medaillenspiegel
| Medaillenspiegel Namibia |                |                              |                           |                           |        |
| Platz                    | Sportart       | Goldmedaille – Olympiasieger | Silbermedaille – 2. Platz | Bronzemedaille – 3. Platz | Gesamt |
| 1                        | Leichtathletik | 1                            | 1                         | 0                         | 2      |
| Total                    | Total          | 1                            | 1                         | 0                         | 2      |

### Medaillengewinner

#### Gold
| Name           | Sportart       | Wettkampf          |
| -------------- | -------------- | ------------------ |
| Johanna Benson | Leichtathletik | 200 m (T37) Frauen |

#### Silber
| Name           | Sportart       | Wettkampf          |
| -------------- | -------------- | ------------------ |
| Johanna Benson | Leichtathletik | 100 m (T37) Frauen |

## Teilnehmer nach Sportart

### Leichtathletik
Frauen:
- Johanna Benson

Männer:
- Martin Amutenya Aloisius
- Reginald Benade
- Ananias Shikongo

### Powerlifting (Bankdrücken)
Männer:
- Ruben Soroseb